# Eggerberg
Eggerberg (walsertyska: Eggerbärg) är en ort och kommun i distriktet Brig i kantonen Valais, Schweiz. Kommunen hade 329 invånare (2023).